# Whalers de Binghamton
Les Whalers de Binghamton sont une franchise professionnelle de hockey sur glace de la Ligue américaine de hockey ayant existé de 1980 à 1990.

## Histoire
En 1980, les Dusters de Broome sont renommés en Whalers en raison de leur nouvelle affiliation avec les Whalers de Hartford. Durant dix années, ils vont remporter deux titres de division (1982 et 1985), un titre d'association (1985) et un titre de saison régulière (1985). Lors de leur seule apparition en finale de la coupe Calder en 1982, ils seront battus par les Hawks du Nouveau-Brunswick 1-4.
Lors de la dernière année de la franchise, ils marqueront l'histoire de la LAH avec la pire saison jamais enregistrée: 11 victoires seulement pour 60 défaites et 9 matchs nuls. Après cette saison catastrophique, la franchise, changeant à nouveau d'affiliation en Ligue nationale de hockey, devient les Rangers de Binghamton.

## Statistiques
| Saison    | PJ | V  | D  | N  | DP | Pts | BP  | BC  | Classement Final | Séries éliminatoires  |
| --------- | -- | -- | -- | -- | -- | --- | --- | --- | ---------------- | --------------------- |
| 1980-81   | 80 | 32 | 42 | 6  | -- | 70  | 296 | 336 | 3e South         | Éliminés en 1re ronde |
| 1981-1982 | 80 | 46 | 28 | 6  | -- | 98  | 329 | 266 | 1er South        | Finalistes            |
| 1982-1983 | 80 | 36 | 36 | 8  | -- | 80  | 320 | 333 | 4e South         | Éliminés en 1re ronde |
| 1983-1984 | 80 | 33 | 43 | 4  | -- | 70  | 359 | 388 | 6e South         | Non qualifiés         |
| 1984-1985 | 80 | 52 | 20 | 8  | -- | 112 | 388 | 265 | 1er South        | Éliminés en 2e ronde  |
| 1985-1986 | 80 | 41 | 34 | 5  | -- | 87  | 316 | 290 | 2e South         | Éliminés en 1re ronde |
| 1986-1987 | 80 | 47 | 26 | -- | 7  | 101 | 309 | 259 | 2e South         | Éliminés en 2e ronde  |
| 1987-1988 | 80 | 38 | 31 | 8  | 3  | 87  | 353 | 300 | 4e South         | Éliminés en 1re ronde |
| 1988-1989 | 80 | 28 | 46 | 6  | -- | 62  | 307 | 392 | 7e South         | Non qualifiés         |
| 1989-1990 | 80 | 11 | 60 | 9  | -- | 31  | 229 | 366 | 7e South         | Non qualifiés         |

## Entraîneurs
- Larry Kish (1980-1982)
- John Cunniff (1982 et 1983-1984)
- Rick Ley (1982-1983)
- Larry Pleau (1984-1988)
- Doug Jarvis (1987-1988)
- Claude Larose (1988-1989)
- Doug McKay (1989-1990)

## Records d'équipe

### En une saison
Buts: 53  Paul Fenton (1985-86)
Aides: 84  Ross Yates (1982-83)
Points: 130  Paul Gardner (1984-85)
Minutes de pénalité: 360  Jim Thomson (1986-87)
Buts encaissés par partie: 2,92  Peter Sidorkiewicz (1986-87)
% Arrêt : 90,1 % Peter Sidorkiewicz (1984-85)

### En carrière
Buts : 120 Paul Fenton
Aides : 181 Ross Yates
Points : 283 Ross Yates
Minutes de pénalité 651 Jim Thomson
Victoires de gardien : 94 Peter Sidorkiewicz
Blanchissages : 9 Peter Sidorkiewicz
Nombre de parties : 273  Dallas Gaume